# Pantéleimôn Kotókos
Pantéleimôn de Gjirokastër (grec moderne : Παντελεήμων Αργυροκάστρου, né Chrístos Kotókos, grec moderne : Χρήστος Κοτόκος, albanais : Kristo Kotoko; 1890–1969) est un évêque de l'Église orthodoxe d'Albanie. Il est évêque métropolitain de Gjirokastër (1937–1941), ainsi que membre du lobby de l'Épire du Nord en exil après la fin de la Seconde Guerre mondiale,.
Pantéleimôn Kotókos naît à Korçë, dans le vilayet de Monastir de l'Empire ottoman (aujourd'hui situé en Albanie méridionale) (Épire du Nord) en 1860. Après la fin de ses études dans l'enseignement secondaire dans sa ville natale, il est admis à l'école théologique de Chálki, à Istanbul (Constantinople). Pendant plusieurs années, il travaille en tant que professeur de théologie dans un lycée. Il obtient également un diplôme en sciences juridiques à l'université d'Athènes.
Après un accord avec les autorités albanaises, en 1937, le patriarcat œcuménique choisit nombre de personnalités religieuses d'un haut niveau d'éducation afin d'occuper un poste clé au sein de l'Église orthodoxe d'Albanie, cette dernière ayant récemment déclarée son autocéphalie. Parmi celles-ci, se trouvent Pantéleimôn Kotókos, en tant que métropolite de Gjirokastër, et Evlógios Kourílas (en), en tant que métropolite de Korçë. À l'arrivée au pouvoir du régime communiste d'Enver Hoxha en Albanie (1945), il est déclaré « ennemi de l'État » et expulsé du pays. Il s'enfuit en Grèce où, en compagnie d'Evlógios Kourílas, il devient le leader du Comité central de l'Épire du Nord. Le 18 novembre 1945, il réussit à organiser une importante manifestation à Athènes, à laquelle 150 000 personnes participèrent. Durant les années qui suivent, il devient actif en tant que membre du lobby de l'Épire du Nord en exil, propageant les nouvelles de la discrimination subie de la minorité grecque par le régime communiste d'Albanie.